# Medalha Rayleigh
A Medalha Rayleigh (em inglês:  Rayleigh Medal) é um prêmio concedido anualmente pelo Institute of Acoustics por "contribuições de destaque em acústica". É denominada em memória de John William Strutt, 3º Barão de Rayleigh.

## Recipientes
Fonte: Institute of Acoustics
- 1970 David E. Weston
- 1975 Peter Hubert Parkin
- 1977 Leonid Brekhovskikh
- 1978 Edward G S Paige
- 1979 Edgar Albert George Shaw
- 1980 Philip E. Doak
- 1981 Karl Uno Ingard
- 1982 G B Warburton
- 1983 Eugen J. Skudrzyk
- 1984 John Ffowcs Williams
- 1985 Peter Westervelt
- 1986 E J Richards
- 1987 Manfred Schroeder
- 1988 Manfred Schroeder
- 1989 Henning E von Gierke
- 1990 Frank Fahy[1]
- 1991 Manfred Heckl
- 1992 Michael James Lighthill
- 1993 M Bruneau
- 1994 E F Evans
- 1995 Richard H. Lyon
- 1996 Keith Attenborough
- 1997 L Bjorno
- 1998 W A Ainsworth
- 1999 George C Maling
- 2000 Victor Krylov
- 2001 Hideki Tachibana
- 2002 Philip Nelson
- 2003 Hugo Fastl
- 2004 Alan Cummings
- 2005 H Kuttruff
- 2006 Michael Fleming E Barron
- 2007 Michael Howe
- 2008 C H Harrison
- 2009 Colin Hansen
- 2010 Bob Craik
- 2011 John Bradley
- 2012 Yui Wei Lam
- 2013 Jacques Yves Guigné
- 2014 Timothy Leighton
- 2014 Leo Beranek
- 2015 Harold Marshall
- 2016 Rupert Thornely-Taylor
- 2017 Juan A. Gallego-Juárez
- 2018 David Thompson
- 2019 Claus Elberling
- 2020 Robin S. Langley
- 2021 Michael Vorländer